# Bevrijdingsmonument Zetten
Het bevrijdingsmonument is een monument in Zetten. Het monument herinnert de inwoners van Zetten aan de teruggewonnen vrijheid en aan de slachtoffers van de Tweede Wereldoorlog. Het monument laat door middel van stenen de dank zien aan de soldaten van Britse, Canadese, Belgische, Amerikaanse en Nederlandse afkomst.

## Beschrijving
Het monument staat op een heuvel van gras op het Wilhelminaplein. Het monument is een roestvrijstalen V op een kleine ophoging van steen. In de stenen ophoging zit een gegraven V welke een loopgraaf voorstelt. Onder de V zit een plaquette met de tekst: Om hen in vrijheid te gedenken. To remember them in freedom. 1940 – 1945. Aan de zijkant rechts van de plaquette zitten vijf wapens gemetseld. Deze wapens vertegenwoordigen de vier naties welke geholpen hebben met de bevrijding van de Betuwe, het Nederlandse wapen is echter aangebracht om de gesneuvelde Nederlandse soldaten te herdenken. De loopgraaf staat voor de vele burgerslachtoffers.

## Algemeen
Het monument is ontworpen door Gé Berns en is onthuld op 24 september 1984. Een basisschool in Zetten maakt enkele malen per jaar het monument schoon. Dit om de leerlingen te laten merken dat vrijheid niet vanzelfsprekend is.
Dit monument is gemaakt door een paar leerlingen de toenmalige LTS te Andelst.
Een van die Leerlingen was Frans Derksen die namens de LTS ook bij de onthulling aanwezig was.

## Foto's

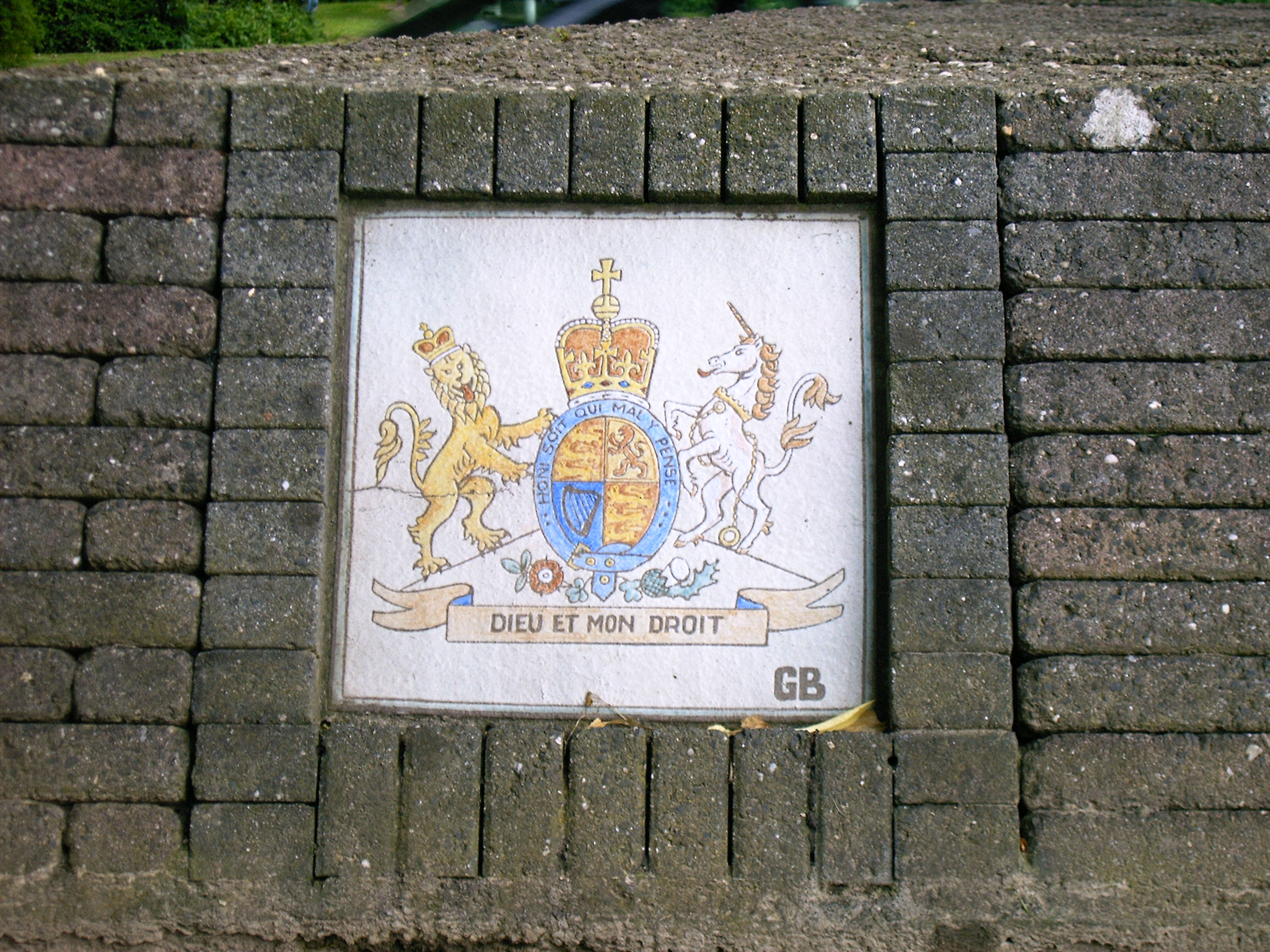
Steen met het wapen van het Verenigd Koninkrijk
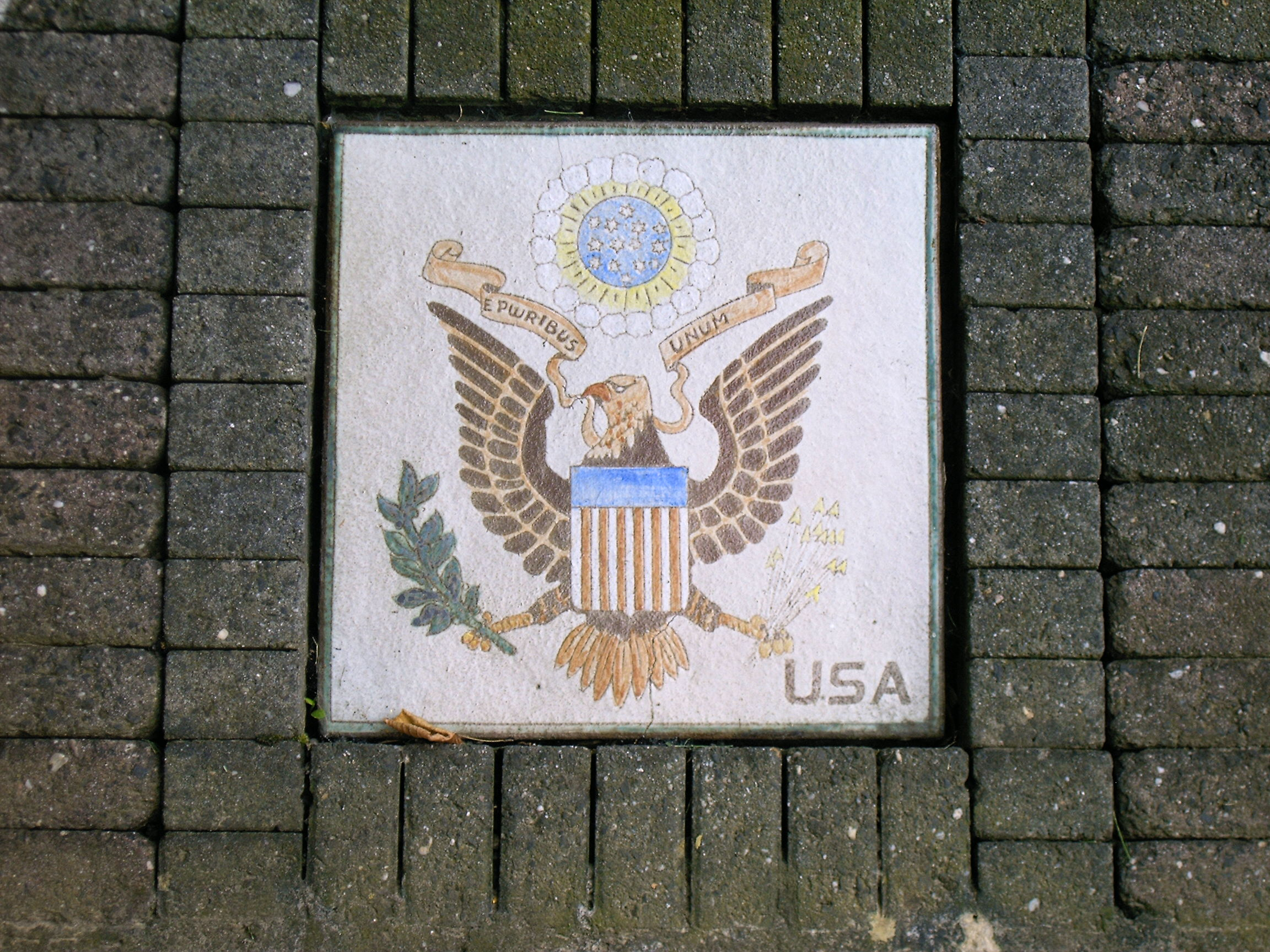
Steen met het wapen van de Verenigde Staten
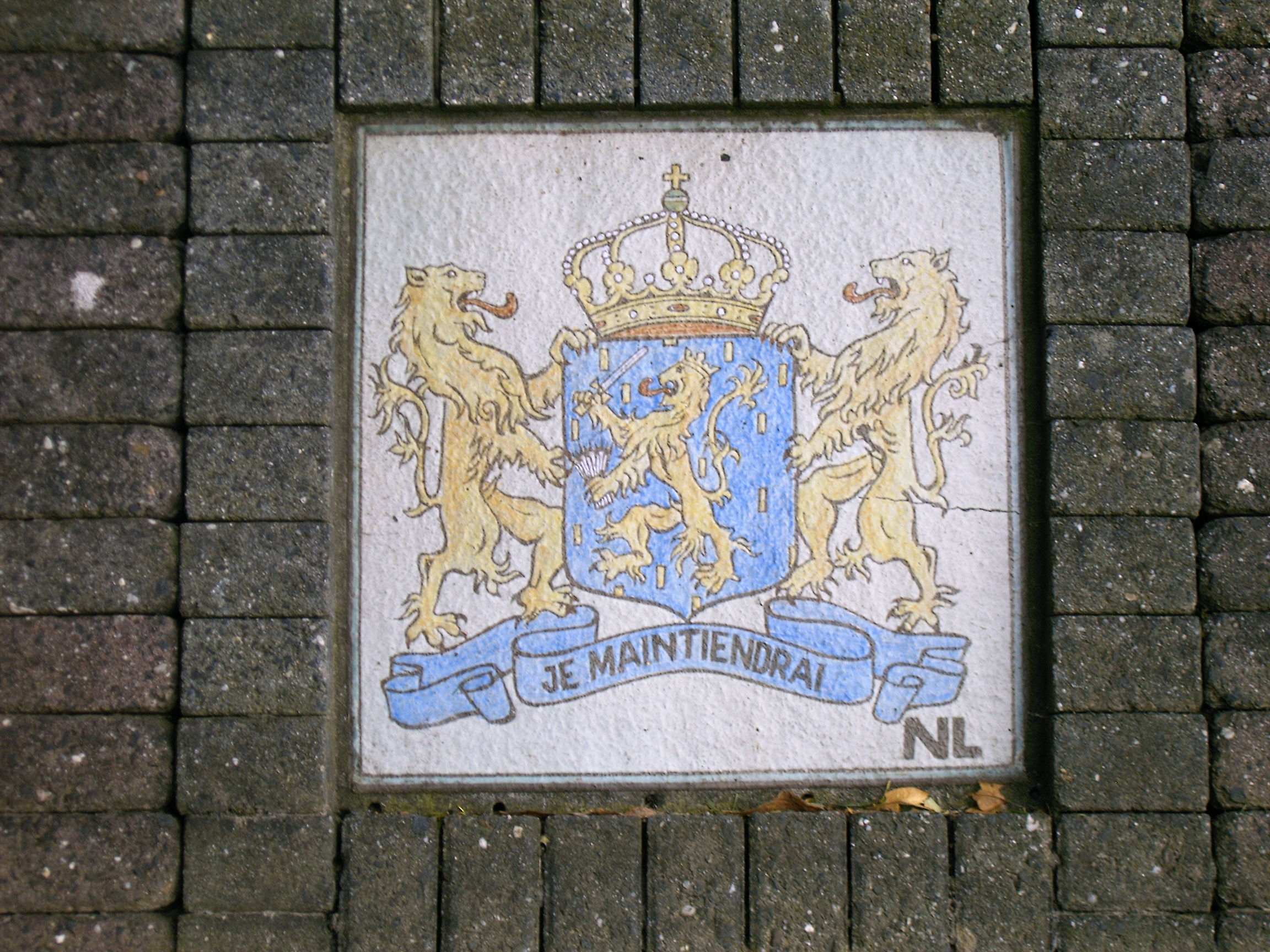
Steen met het wapen van Nederland
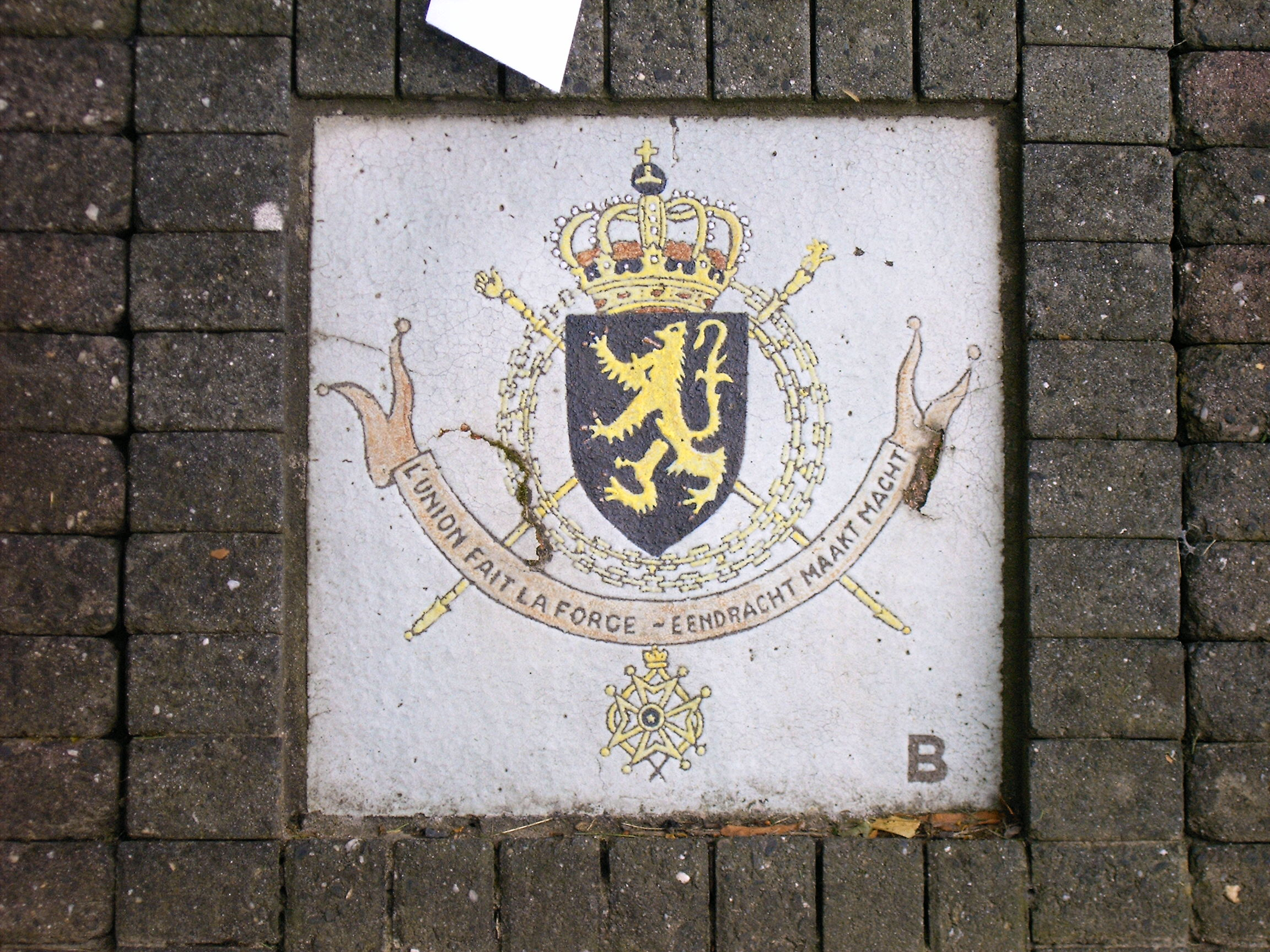
Steen met het wapen van België
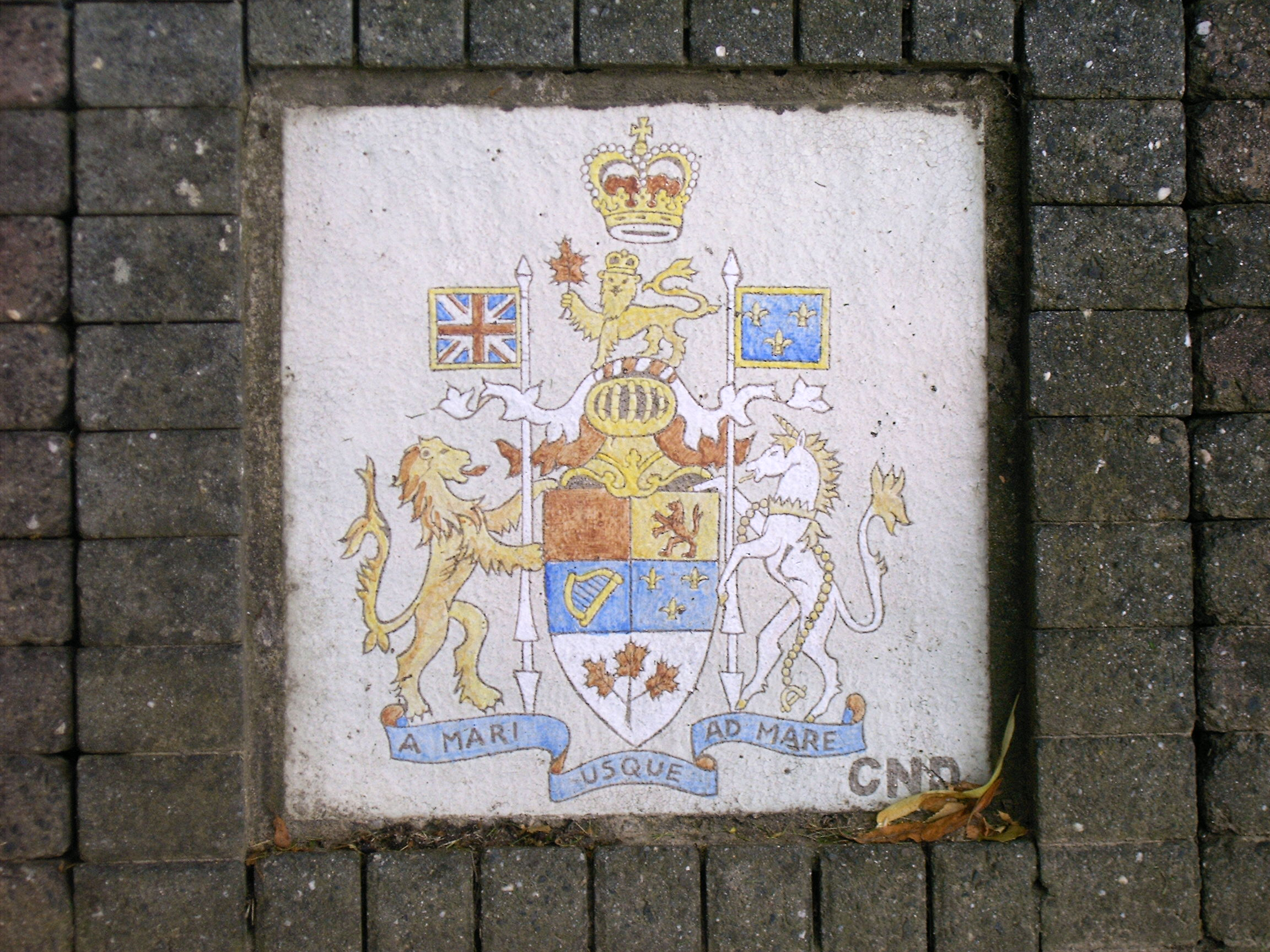
Steen met het wapen van Canada